# Премьер-министр Новой Зеландии
Премьер-министр Новой Зеландии (англ: Prime Minister of New Zealand) — глава правительства Новой Зеландии, является лидером партии или партийной коалиции, имеющей большинство в Палате Представителей Новой Зеландии.
Первоначально эта должность именовалась «Секретарь Колонии» или «Первый Министр». В 1869 году эти названия поменяли на «Премьер». Этот титул однако тоже не продержался долго и был окончательно заменён на Премьер-министра в 1901 году, во время пребывания на посту Ричарда Седдона, с целью подчеркнуть независимость Новой Зеландии от Австралийской федерации (впервые этот титул был применён формально в 1873 году).
Роль Премьер-министра страны и задачи, выполняемые им, не имеют единого законодательного описания и основываются на целом ряде Актов Парламента, судебных решений и конституционных обычаях (конвенциях). Конституционные обычаи описывают его роль как «первый среди равных» (лат: primus inter pares) и он действительно занимает главный административный пост в стране. В то же время, круг вопросов, попадающих в сферу непосредственного управления Премьер-министра, относительно невелик.